# Черни евреи
Черните евреи (самоназоваващи се на английски: black Hebrew israelites) са сектантска група в юдаизма, появила се в САЩ през 1960-те години.
Под предводителството на обявилия се за месия Ави бен Картър членовете на сектата, афроамериканци, провъзгласяват Израел за страна-„майка“ на черните евреи, чийто „баща“ са САЩ.
Правят опит да се установят в Израел.